# 末田
末田（すえだ）は、埼玉県さいたま市岩槻区の大字。郵便番号は339-0021。

## 地理
さいたま市岩槻区南部の沖積平野に位置する。南北に細長い地域で、越谷市と接している。北側は元荒川が流れて自然堤防を造り出し、末田用水が中央を流れ灌漑している。浦和美園駅からは2 kmほど離れている。

## 歴史
もとは江戸期より存在した埼玉郡岩槻領に属する末田村、古くは室町期より見出せる騎西郡のうちの末田であった。
- はじめは幕府領、のちに岩槻藩領となる[4]。検地は寛永6年に実施[5]。持添新田を領していた[5]。
- 1871年（明治4年）
  - 7月14日 - 廃藩置県を迎え、岩槻県の管轄となる[6]。
  - 11月13日 - 第1次府県統合により埼玉県の管轄となる。
- 1879年（明治12年）3月17日 - 郡区町村編制法により成立した南埼玉郡に属す。郡役所は岩槻町に設置。
- 1889年（明治22年）4月1日 - 町村制施行により尾ヶ崎、釣上、野島方、孫十郎、高曽根、末田、尾ヶ崎新田、釣上新田の6箇村2新田が合併し、新和村が成立。新和村の大字末田となる。
- 1950年（昭和25年） 大字末田の一部を荻島村へ編入する[4]。
- 1954年（昭和29年）5月3日 - 新和村が岩槻町、川通村、和土村、柏崎村、河合村、慈恩寺村と合併[7]。岩槻町の大字となる。
- 1954年（昭和29年）7月1日 - 岩槻町が市制施行し、岩槻市となる[7]。岩槻市の大字となる。
- 2005年（平成17年）4月1日 – 岩槻市がさいたま市と合併し、さいたま市岩槻区の大字となる。

## 世帯数と人口
2017年（平成29年）10月1日現在の世帯数と人口は以下の通りである。
| 大字 | 世帯数  | 人口    |
| ---- | ------- | ------- |
| 末田 | 726世帯 | 1,698人 |

## 小・中学校の学区
市立小・中学校に通う場合、学区（校区）は以下の通りとなる。
| 番地 | 小学校                 | 中学校                 |
| ---- | ---------------------- | ---------------------- |
| 全域 | さいたま市立新和小学校 | さいたま市立城南中学校 |

## 交通
鉄道は敷設されていない。2キロほど西に埼玉高速鉄道線浦和美園駅がある。

### 道路
- 埼玉県道48号越谷岩槻線
- 埼玉県道214号新方須賀さいたま線

## 施設
かつては当地区に越谷陸軍飛行場が1945年（昭和20年）に開設されていた。
- しらこばと水上公園（一部）
- 岩槻地殻活動監視施設
- 末田須賀堰
- 円満院
- 真言宗豊山派金剛院
- 浄土宗浄音寺
- 鷲宮神社
- 鷲宮神社こども広場
- 人巻集会所
- 仲組公民館